# Zweifäusterdruck
In der Buchreihe Zweifäusterdruck des Verlages Erich Matthes in Leipzig und Hartenstein erschienen von 1918 bis 1928 etwa 170 illustrierte Romane und Erzählungen. Sie sollten sich, so die Verlagswerbung, „durch besondere sorgfältige Ausstattung in buchtechnischer und künstlerischer Hinsicht auszeichnen.“ Von den Bänden wurden neben der allgemeinen Auflage nummerierte Exemplare in bibliophiler Ausstattung herausgegeben. Aufgrund des Konkurses des Verlags im Mai 1929 konnte das editorische Programm nur teilweise umgesetzt werden. Einzelne Bände wurden 1934 im Theaterverlag Albert Langen/Georg Müller in Berlin nachgedruckt, hier mit * markiert.
Für die Buchgestaltung und die Illustration der Bände gewann Matthes Künstler, die wie er selbst der Wandervogelbewegung nahestanden oder im Raum Leipzig lebten. Die Ausstattung für einen wesentlichen Teil der Reihe gestaltet Theodor Schultze-Jasmer. Unter den Illustratoren sind insbesondere Robert Budzinski, Otto Weigel, Fritz Buchholz und A. Paul Weber zu nennen, die auch Teileditionen betreuten, so Budzinski die Theodor-Storm-Bände und Weber die Hans-Sachs-Reihe.

## Liste der erschienenen Bände
1. Kurt Gerlach: Wallfahrt nach Raben. Geschichten. Illustrationen: Robert Budzinski (1918)
2. Theodor Storm:  Ein grünes Blatt. Illustrationen: Robert Budzinski (1919)
3. Kurt Gerlach: Der Pumphut. Hütchengeschichten. Illustrationen: Robert Budzinski (1918)
4. Theodor Storm: Heinzelmeier. Eine nachdenkliche Geschichte. Illustrationen: Robert Budzinski (1919)
5. Theodor Storm: Der kleine Häwelmann. Ein Kindermärchen. Wenn die Äpfel reif sind. Illustrationen: Robert Budzinski (1919)
6. Max Alf Brumme: Die dunkle Wolke. Ein Gedicht in zwölf Bildern. Illustrationen: Max Alf Brumme (1918)
7. Richard Stiller: Der Horngreis. Der Julienstein. Zwei Weinbergsgeschichten. Illustrationen: Erich Buchwald-Zinnwald (1919)
8. Theodor Storm: Die Söhne des Senators. Illustrationen: Robert Budzinski (1919)
9. Charles De Coster: Die Brüder vom guten Vollmondgesicht. Illustrationen: Otto Weigel (1919)
10. Theodor Storm: Immensee. Illustrationen: Robert Budzinski (1919)
11. Theodor Storm: Renate. Illustrationen: Robert Budzinski (1920)
12. Theodor Storm: Der Schimmelreiter. Illustrationen: Robert Budzinski (1919)
13. Theodor Storm: Pole Poppenspäler. Illustrationen: Robert Budzinski (1920)
14. Theodor Storm: Ein Fest auf Haderslevhuus. Illustrationen: Robert Budzinski (1920)
15. Theodor Storm: Zur Chronik von Grieshuus. Illustrationen: Robert Budzinski (1920)
16. Theodor Storm: Aquis submersus. Illustrationen: Robert Budzinski (1919)
17. Theodor Storm: Hans und Heinz Kirch. Illustrationen: Robert Budzinski(1919)
18. Theodor Storm: Drüben am Markt. Illustrationen: Alfons Niemann (1919)
19. Theodor Storm: John Riew. Illustrationen: Walter von Buengner (1920)
20. Theodor Storm: Auf der Universität. Illustrationen: Robert Budzinski (1919)
21. Theodor Storm: Eine Halligfahrt. Illustrationen: Walter von Buengner (1919)
22. Robert Budzinski: Der Geisterkönig. Märchenspiel. Illustrationen: Robert Budzinski (1919)
23. Theodor Storm: Draußen im Haidedorf. Illustrationen: Robert Budzinski (1919)
24. Theodor Storm: Eekenhof. Illustrationen: Walter von Buengner (1919)
25. Robert Budzinski: Geister- und Gespensterbuch. Die gebräuchlichsten Geister und Gespenster nach der Natur dargestellt für Dichter, Maler und Brautleute. Illustrationen: Robert Budzinski (1919)
26. Theodor Storm: Schweigen. Illustrationen: Alfons Niemann (1919)
27. Theodor Storm: Viola tricolor. Illustrationen: Robert Budzinski (1919)
28. Theodor Storm: Es waren zwei Königskinder. Illustrationen: Walter von Buengner (1919)
29. Theodor Storm: Ein Doppelgänger. Illustrationen: Robert Budzinski (1919)
30. Robert Budzinski: Glockenblume. Illustrationen: Robert Budzinski (1919)
31. Theodor Storm: Auf dem Staatshof. Illustrationen: Walter von Buengner (1919)
32. Theodor Storm: Ein stiller Musikant. Illustrationen: Walter von Buengner (1919); 4. Auflage 1932, Illustrationen: Fritz Buchholz
33. Sophie Reuschle: Der wundersame Garten. Allerlei Märchen für beschauliche Leute. Illustrationen: Käthe Moßbach (1919)
34. Axel Lübbe: Der Becher der Phantasie. Ein groteskes Schattenspiel. Illustrationen: Hermann Gehri (1919)
35. Hans Sachs: Der fahrende Schüler bannt den Teufel. Ein Fastnachtsspiel. Illustrationen: A. Paul Weber (1919)
36. Anton Dörfler: Einige Wunder und Feste aus der Schule zu Wunnentor. Illustrationen: Robert Budzinski (1920)
37. Sophie Reuschle: Die Kinder aus dem Röslihaus. Erzählung aus dem Schwäbischen. Illustrationen: A. Paul Weber (1920)
38. Charles De Coster: Herr Halewyn. Illustrationen: Otto Weigel (1920)
39. Carl Bechler: Der vergessene Regenschirm. Illustrationen: Robert Budzinski (1920)
40. Theodor Storm: Waldwinkel. Illustrationen: Robert Budzinski (1920)
41. Franz von Pocci: Das Eulenschloß. Ein mit unglaublicher Zauberei vermischtes Drama in vier Aufzügen. Illustrationen: A. Paul Weber  (1919)
42. Franz von Pocci: Die Zaubergeige. Ein Märchendrama. Illustrationen: A. Paul Weber (1920)
43. Hans Sachs: Der Teufel nahm ein altes Weib. Ein Fastnachtsspiel. Illustrationen: A. Paul Weber (1920)
44. Hans Sachs: Das Narrenschneiden. Ein Fastnachtsspiel. Illustrationen: A. Paul Weber (1919)
45. Sophie Reuschle: Das schwäbische Herz. Illustrationen: Elisabeth Kellermann (1920)
46. Hans Sachs: Das Kälberbrüten. Ein Fastnachtsspiel. Illustrationen: A. Paul Weber (1919)
47. Hans Sachs: Der Roßdieb zu Fünsing. Ein Fastnachtsspiel. Illustrationen: A. Paul Weber (1920)
48. Gustav Münzel: Die Geschichte von Schorschel. Ein Märchen. Illustrationen: Hermann Gehri (1920)
49. Carl Bechler: Anna Dorothea. Aus den hinterlassenen Papieren meines Urgroßvaters (1920)
50. Hans Reimann: Literarisches Albdrücken (1919)
51. Rudolf Zwetz: Die Wallbürger. Zwei Erzählungen. Illustrationen: Karl Lotze (1921)
52. Rudolf Zwetz: Krieg den Philistern! Der Garten des Erasmus Gräber. Zwei Geschichten. Illustrationen: Alfons Niemann (1920)
53. Hans Sachs: Das Wildbad. Ein Fastnachtsspiel. Illustrationen: A. Paul Weber (1920)
54. Hermann Gehri: Märchen und Gespenster. Illustrationen: Hermann Gehri (1920)
55. Gustav Herrmann: Gesichter und Grimassen. Skizzen und Grotesken. Illustrationen: Gustav Herrmann (1920)
56. Anton Dörfler: Erdlieb. Eine Legende. Illustrationen: Peter Würth (1920)
57. Kurt Gerlach: Die lustige Geschichte zwischen Rom und Sorge. Illustrationen: Fritz Buchholz (1920)
58. Wilhelm Matthießen: James E. W. Plum Kabeuschen oder Der große Meister. Ein unerhörter Detektivroman in dreizehn Kapiteln von Wehus Lächumschuferhizling kgl. Hof-Zauberer zu Mystikon. Illustrationen: Robert Engels (1920)
59. Hero Max (i. e. Eva Hermine Peter): Mona Lisa Giconda. Die Günderoje. Zwei Novellen (1920)
60. Wilhelm Matthießen: Karl Mays wunderbare Himmelfahrt und zwei andere Märchen. Illustrationen: Fritz Buchholz (1921)
61. Hans Sachs: Der fahrende Schüler im Paradies. Ein Fastnachtsspiel. Illustrationen: A. Paul Weber (1920)
62. Hans Sachs: Sankt Peter vergnügt sich mit seinen Freunden unten auf Erden. Ein Fastnachtsspiel. Illustrationen: A. Paul Weber (1920)
63. Hjalmar Kutzleb: Landfahrerbuch. Illustrationen: A. Paul Weber (1921)
64. Hans Sachs: Der Neidhart mit dem Veilchen. Ein Fastnachtsspiel. Illustrationen: A. Paul Weber (1920)
65. Hans Sachs: Eulenspiegel mit dem blauen Hosentuch und dem Bauern. Ein Fastnachtsspiel. Illustrationen: A. Paul Weber (1920)
66. Wilhelm Matthießen: Der große Pan. Zweites Abenteuer des Weltdetektivs James C. W. Plum Kabeuschen. Nach den Niederschriften des Wehus Lächumschuferhizling Illustrationen: A. Paul Weber (1920)
67. Kurt Siemers: Venusgärtlein. Illustrationen: W. A. Renzing (1921)
68. Anton Dörfler: Heinz. Ein Roman für die deutsche Jugend. Illustrationen: Ignaz Kaufmann (1921)
69. Sophie Reuschle: Kinderzeit. Illustrationen: Käthe Moßbach (1921)
70. Ludwig Bechstein: Märchenbuch. Illustrationen: Ludwig Richter (1920)
71. Erich Bockemühl: Mutter. Illustrationen: Walter von Wecus (1920)
72. Herbert von Hoerner: Villa Gudrun. An der Bolschewistenfront in Lettgallen im August 1920. Illustrationen: Friedrich Winkler-Tannenberg (1922)
73. Gottfried Keller: Dietegen. Illustrationen: Fritz Buchholz (1922)
74. Gustav Münzel: Der Flöterich. Ein Märchen. Illustrationen: Rolf von Hoerschelmann (1922)
75. Leopold Fulda: Der g'wampet Feldscher. Nothelferbuch für Wandervögel. Illustrationen: Karl und Trude Friebus  (1921)
76. Gottfried Keller: Ein Strauß. Illustrationen und Schrift: Kurt K. Franke (1921)
77. Gottfried Keller: Romeo und Julia auf dem Dorfe. Illustrationen: Fritz Buchholz (1922)
78. Adelheid von Veith: Aus altpreußischen Tagen. Kleine Lebenserinnerungen (1922)
79. Wilhelm Matthießen: Der verlorene Hund oder Das Mondkalb. Drittes Abenteuer des Weltdetektivs James C. W. Plum Kabeuschen. Nach den Papieren des kgl. Hofzauberers Wehus Lächumschuferhizling (1921)
80. Erich Matthes (Hrsg.): Das Buch Maria. Illustrationen: Elisabeth Kellermann (1921)
81. Sophie Reuschle: Der wartende Acker. Illustrationen: Käthe Moßbach (1920)
82. Erich Bockmühl: Die Jahreszeiten. Stimmen der Landschaftsseele. Illustrationen: Walter Richard Rehn (1921)
83. Robert Budzinski: Antlitz der Menschheit. Illustrationen: Robert Budzinski (1921)
84. Wilhelm Matthießen: Das Gespensterschloß. Illustrationen: Bruno Goldschmidt (1922)
85. Wilhelm Matthießen: Das Ende derer von Knubbelsdorf und zwei andere Abenteuer des Weltdetektivs Kabeuschen. Illustrationen: Bruno Goldschmidt (1921)
86. Sophie Reuschle: Peter Träumerleins Himmelfahrt. Illustrationen: Walter Richard Rehn (1921)
87. Gottfried Keller: Der Schmied seines Glückes. Illustrationen: Fritz Buchholz (1921)
88. Gottfried Keller: Kleider machen Leute. Illustrationen: Fritz Buchholz (1921)
89. Gottfried Keller: Pankraz, der Schmoller. Illustrationen: Fritz Buchholz (1922)
90. Gottfried Keller: Die mißbrauchten Liebesbriefe. Illustrationen: Fritz Buchholz (1922)
91. Gottfried Keller: Das verlorene Lachen. Illustrationen: Fritz Buchholz (1922)
92. Gottfried Keller: Die drei gerechten Kammacher. Illustrationen: Fritz Buchholz (1922)
93. Gottfried Keller: Das Fähnlein der sieben Aufrechten. Illustrationen: Fritz Buchholz (1922)
94. Gottfried Keller: Hadlaub. Illustrationen: Fritz Buchholz (1922)
95. Gottfried Keller: Der Narr auf Manegg. Illustrationen: Fritz Buchholz (1922)
96. Gottfried Keller: Frau Regel Amrain und ihr Jüngster. Illustrationen: Fritz Buchholz (1922)
97. Gottfried Keller: Ursula. Illustrationen: Fritz Buchholz (1922)
98. Theodor Storm: Gedichte. Illustrationen: Walter Richard Rehn (1921)
99. Elsa von Bockelmann: Märchen. Illustrationen: Kurt K. Franke (1921)
100. Hjalmar Kutzleb: Der Zeitgenosse mit den Augen eines alten Wandervogels gesehen. Illustrationen: A. Paul Weber (1922)
101. Gottfried Keller: Der Landvogt von Greifensee. Illustrationen: Fritz Buchholz (1922)
102. Charles de Coster: Smetse der Schmied. Illustrationen: Kurt K. Franke (1922)
103. Gottfried Keller: Spiegel, das Kätzchen. Ein Märchen. Illustrationen: Fritz Buchholz (1922)
104. Sophie Reuschle: Marienlieder. Illustrationen: Sophie Reuschle; Schrift: Käthe Moßbach (1921)
105. Wolfgang Niedner: Der jüngste Tag. (1923)
106. Jean-François Bladé: Der Mann mit den roten Zähnen und andere altfranzösische Legenden. Illustrationen: Charlotte Eytel (1923)
107. Eberhard König: Das Märchen vom Waldschratt. Illustrationen: Charlotte Eytel (1923)
108. Jean Paul: Leben des vergnügten Schulmeisterlein Maria Wuz in Auenthal. Illustrationen: Fritz Buchholz (1924)
109. Eduard Mörike: Mozart auf der Reise nach Prag. Illustrationen: Fritz Buchholz (1924)
110. E. T. A. Hoffmann: Meister Johannes Wacht. Illustrationen: Annemarie Naegelsbach (1923)
111. Gottfried Keller: Legenden. Illustrationen: Fritz Buchholz (1923)
112. Gottfried Keller: Ausgewählte Gedichte. Illustrationen: Fritz Buchholz (1923)
113. Hans Jakob Christoffel von Grimmelshausen: Das wunderbarliche Vogel-Nest. Illustrationen: Charlotte Eytel (1923; Doppelband 113/114)
114. Doppelband 113/114
115. Wilhelm Hauff: Jud Süß. Illustrationen: Charlotte Eytel (1923)
116. Conrad Ferdinand Meyer: Gustav Adolfs Page (1924)
117. Heinrich von Kleist: Michael Kohlhaas. Illustrationen: Karl Mahr (1924)
118. Eduard Möricke: Das Stuttgarter Hutzelmännlein. Märchen. Illustrationen: Charlotte Eytel (1923)
119. Wilhelm Hauff: Phantasien im Bremer Ratskeller. Illustrationen: Charlotte Eytel (1923)
120. Joseph von Eichendorff: Aus dem Leben eines Taugenichts. Illustrationen: Charlotte Eytel (1923)
121. Nikolai W. Gogol: Die Nase. Illustrationen: Karl Mahr (1924)
122. Oscar Wilde: Das Gespenst von Canterville. Illustrationen: Charlotte Eytel (1924)
123. Johann Wolfgang von Goethe: Frech und froh. Eine Auswahl Gedichte. Illustrationen: Annemarie Naegelsbach (1924)
124. Arthur de Gobineau: Die Akten von St. Avit. Illustrationen: Karl Mahr (1924)
125. Theodor Storm: Psyche. Illustrationen: Fritz Buchholz (1923)
126. August Kopisch: Alle guten Geister! Gedichte. Illustrationen: Annemarie Naegelsbach (1924)
127. Nikolai W. Gogol: Die Nach vor Weihnachten. Illustrationen: Karl Mahr (1923)
128. Theodor Storm: Carsten Curator. Illustrationen: Fritz Buchholz (1923)
129. Axel Lübbe: Wiegenlieder für Liane Maja. Illustrationen: Rolf von Hoerschelmann (1923)
130. Nikolai W. Gogol: Das verschwundene Schreiben und die verhexte Stelle. Erzählungen vom Küster der Kirche zu X. Illustrationen: Rolf von Hoerschelmann (1924)
131. Hans Sachs: Der Bauer im Fegefeuer. Illustrationen: Karl Mahr (1925) * 1934
132. Alexander S. Puschkin: Der Sargmacher. Akulina. Illustrationen: Karl Mahr (1924)
133. Eduard Mörike: Der alte Turmhahn und andere Gedichte. Illustrationen: Annemarie Naegelsbach (1924)
134. Christoph Martin Wieland: Die Wasserkufe. Illustrationen: Karl Mahr (1924)
135. Eduard Mörike: Das Märchen vom sicheren Mann. Illustrationen: Erwin Theermann (1924)
136. Arthur de Gobineau: Der Turkmenenkrieg. Illustrationen: Karl Stratil (1924)
137. Johann Peter Hebel: Lumpengesindel. Illustrationen: Karl Mahr (1927)
138. Iwan S. Turgenew: Mumu. Illustrationen: Karl Mahr (1924)
139. Alexei N. Tolstoi: Die Familie des Wurdalaken. Illustrationen: Karl Mahr (1924)
140. Hans Sachs: Der Krämerkorb. Illustrationen: Karl Mahr (1925) * 1934
141. E. T. A. Hoffmann: Das Fräulein von Scuderi. Illustrationen: Ludwig Schwerin (1924)
142. Hans Sachs: Eulenspiegel und die Blinden. Illustrationen: Karl Mahr (1925) * 1934
143. Sophie Reuschle: Die goldene Harfe. Märchen und Scherenschnitte (1924)
144. Hermann Kurz: Sankt Urbans Krug. Illustrationen: Karl Stratil (1924)
145. Heinrich Zschokke: Die Abenteuer eines Friedfertigen. Illustrationen: Ludwig Schwerin (1924)
146. Arthur de Gobineau: Die Renaissance (1926)
147. Wilhelm Heinrich Riehl: Der Stadtpfeifer (1924)
148. Hans Sachs: Der spielsüchtige Reiter. Illustrationen: Karl Mahr (1925) * 1934
149. Harald Spehr (Hrsg.): Alträunchens Kräuterbuch. Illustrationen: Thea Schanzenbach (1928)
150. Hans Sachs: Der Kampf zwischen Frau Armut und Frau Glück. Illustrationen: Karl Mahr (1925) * 1934
151. Iwan S. Turgenew: Die Uhr. Illustrationen: Karl Stratil (1925)
152. Nikolai W. Gogol: Schreckliche Rache. Illustrationen: Karl Stratil (1924)
153. Charles De Coster: Die Brüder vom guten Vollmondgesicht (1924)
154. Alexei N. Tolstoi: Iwan der Schreckliche. Historischer Roman. Illustrationen: Karl Stratil (1924)
155. Friedrich der Große: Ludwig der Fünfzehnte im Elysium. Ein Scherzgedicht. Illustrationen: Erwin Theermann (1924)
156. Adalbert Stifter: Der Hochwald. Illustrationen: Ludwig Schwerin (1924)
157. Hedwig Forstreuter: Die Fahrt nach Bimini. Illustrationen: Charlotte Eytel (1924)
158. Ludwig Tieck: Pietro von Abano oder Petrus Apone. Eine Zaubergeschichte. Illustrationen: Ludwig Schwerin (1924)
159. Joseph von Eichendorff: O Leben, wie bist du schön. Illustrationen: Annemarie Naegelsbach (1924)
160. Adalbert Stifter: Brigitta. Illustrationen: Fritz Buchholz (1925)
161. Joseph von Eichendorff: Die Entführung. Illustrationen: Ludwig Schwerin (1924)
162. Martin Otto Johannes: Kreuz und Leiden. Illustrationen: Charlotte Eytel (1925)
163. Eberhard König: Von Hollas Rocken. Märchen. Illustrationen: Hans Schroedter (1925)
164. Theodor Storm: Der Schimmelreiter. Illustrationen: Karl Stratil (1928)
165. Gustav Freytag: Die Ahnen. Abteilung 1: Ingo und Ingraban. Illustrationen: Karl Stratil (1925)
166. Gustav Freytag: Die Ahnen. Abteilung 2: Das Nest der Zaunkönige. Illustrationen: Karl Stratil (1925)
167. Gustav Freytag: Die Ahnen. Abteilung 3: Die Brüder vom deutschen Hause. Illustrationen: Karl Stratil (1925)
168. Gustav Freytag: Die Ahnen. Abteilung 4: Marcus König. Illustrationen: Karl Stratil (1925)
169. Gustav Freytag: Die Ahnen. Abteilung 5: Die Geschwister. Illustrationen: Karl Stratil (1925)
170. Gustav Freytag: Die Ahnen. Abteilung 6: Aus einer kleinen Stadt. Illustrationen: Karl Stratil (1925)
171. Erik Brädt: Der Pflüger im Leid. Illustrationen: Fritz Buchholz (1926/27)
172. Gustav Freytag: Die verlorene Handschrift. Illustrationen: Karl Stratil (1926; zwei Bände)
173. Elsa von Bockelmann: Zwölf wunderschöne Märchen. Illustrationen: Annemarie Naegelsbach (1928)

- 201 (a). Otto Johannsen, Adolf Große: Das Wunderbuch. Eine Erzählung aus der Frühzeit der Technik. Ill. Karl Mahr. Dem Andenken an Conrad Matschoß.[1] (1932)